# Melinda Page Hamilton
Melinda Page Hamilton (New York, 22 augustus 1974) is een Amerikaans actrice.

## Biografie
Hamilton werd geboren in New York. zij heeft gestudeerd aan de Princeton University in Princeton (New Jersey), en aan de Tisch School of the Arts in Manhattan (New York). Zij begon met acteren in lokale theaters, en heeft eenmaal op Broadway gestaan. In 1999 speelde zij als understudy in de rol van Diana Messerschmann en Isabelle in het toneelstuk Ring Round the Moon. Hamilton begon in 2003 met acteren op televisie in de televisieserie Star Trek: Enterprise, waarna zij nog meerdere rollen speelde in televisieseries en films. 

## Filmografie

### Films
- 2020 M.O.M.: Mothers of Monsters – als Abbey Bell
- 2011 God Bless America – als Alison
- 2009 Not Forgotten – als hulpsheriff Mindy
- 2008 Corporate Affairs – als Chris
- 2007 Nurses – als Margo MacDonald
- 2005 Stay – als Amy
- 2004 Promised Land – als Marisa

### Televisieseries
Uitgezonderd eenmalige gastrollen.
- 2022 The Peripheral – als Ella Fisher – 8 afl.
- 2020 Mrs. America – als Mary Frances – 3 afl.
- 2020 Messiah – als Anna Iguero – 10 afl.
- 2019 The Resident – als Emma O'Neil – 2 afl.
- 2018-2019 How to Get Away with Murder – als speciaal agente Telesco – 7 afl.
- 2017-2018 Damnation – als Connie Nunn – 8 afl.
- 2015-2016 Rectify – als Rebecca – 4 afl.
- 2016 Frequency – als Marilyn Goff – 2 afl.
- 2015 Dig – als Sandra – 3 afl.
- 2013-2014 Devious Maids – als Odessa Burakov – 10 afl.
- 2008-2010 Mad Men – als Anna Draper – 4 afl.
- 2009-2010 Big Love – als Malinda – 6 afl.
- 2005-2007 Cold Case – als Janie Stillman – 2 afl.
- 2005-2006 Desperate Housewives – als zuster Mary Bernard – 3 afl.

- Biblioteca Nacional de España: XX4803496
- Bibliothèque nationale de France: cb15584286f (data)
- Gemeinsame Normdatei: 1032009527
- International Standard Name Identifier: 0000 0000 4543 097X
- Library of Congress Control Number: no2007159177
- Système universitaire de documentation: 170375676
- Virtual International Authority File: 12104467
- WorldCat: E39PBJy8pPrB3t4YxxRDRGTT73